# Görne (Adelsgeschlecht)

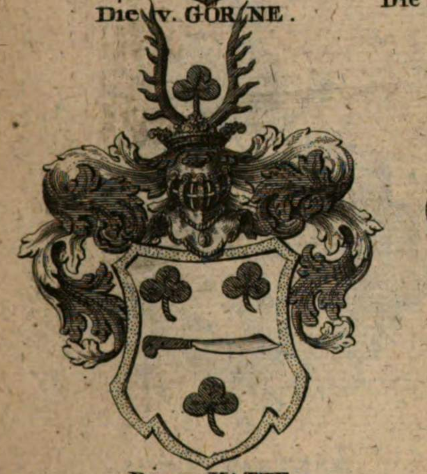
Wappen derer von Görne, nach Siebmacher (1753)

Görne (auch Goerne, Gaehren) ist der Name eines Adelsgeschlechts aus der Altmark.

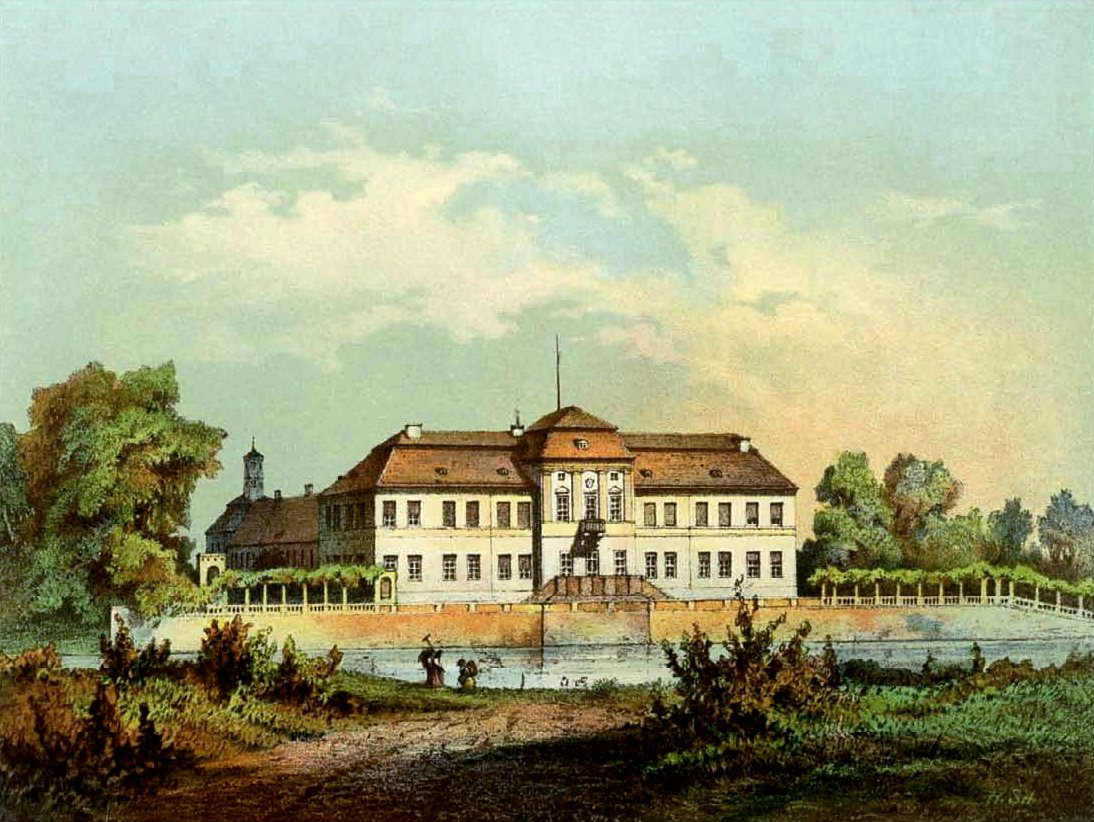
Schloss Plaue, erbaut 1711–1716 unter Friedrich von Görne als Bauherrn

## Geschichte
Das Geschlecht erscheint erstmals, als Ritzsicke van Görne bzw. Ritzardus de Dalchov am 15. September 1323 eine Urkunde siegelt. Um 1503/1510 beginnt die Stammreihe mit Hans von Görne, Herr auf Dalchow und Niedergörne.
1375 waren die von Görne im Besitz von Käthen und Schäplitz bei Vinzelberg. Auch Dalichow an der Elbe bei Stendal und 1471 urkundlich Hohengörne waren Teil ihres Erbbesitzes. Später erwarb die Familie auch Besitz in Kützkow und in Westpreußen. Besonders von Bedeutung war der Erwarb des alten Herrensitzes in Plaue bei der Stadt Brandenburg.
1685 starb eine Linie mit dem Namen „von Dalchow“ („von Dalchau“) aus. Der Linie von Dalchau hatte das Gut Möllendorf in der Altmark zugestanden, das sich dann um 1800 im Besitz derer von Görne befand. Ebenso besaßen die von Görne zu jener Zeit die Güter Herrenholz (Herrenhölzer) und Möser im Havelland sowie Gollwitz und einige Generationen Gut Kemnitz im Zaucheschen Kreis.
Am 13. Juli 1821 erhielt der 1793 geborene Georg Heinrich, natürlicher Sohn des preußischen Premierleutnants a. D. Georg Heinrich von Görne auf Gollwitz und Plötzin und der Christiane Pemplin, zusammen mit dem Familienwappen die preußische Adelslegitimation.
Die letzte namhafte Begüterung war das Gut in Vessin, Landkreis Stolp, in Pommern. Käufer war der kgl. preuß. Major Wilhelm von Görne (1858–1914), der Vessin nach 1900 erwarb. Dann folgte dessen jüngerer Sohn, der Leutnant a. D. Wolfram von Goerne, bis 1945.

## Wappen
- Der Schild in dem Siegel von 1323 ist mit Kleeblättern bestreut, darin ein schrägrechts gelegtes Hackebeil.[13]
- Das Wappen zeigt in Silber drei (2:1) grüne Kleeblätter, dazwischen waagerecht ein gold(rot)-begrifftes natürliches Weinmesser. Auf dem Helme mit blau(rot)-silbernen Decken ein natürliches (rotes) Hirschgeweih, dazwischen ein grünes Kleeblatt.[14]

- Die Nebenlinie von Dalchow (Dalchau) führte das gleiche Wappen, allerdings sind die Kleeblätter auf der Grabtafel des kurbrandenburgischen Obristleutnants Erdmann Christoph von Dalchau (1643–1679), auf Möllendorf, 1:2 gestellt und als Helmzier drei Straußenfedern dargestellt.[15] Die Grabtafel seiner verwitweten Mutter Sophia von Dalchau, geb. von Kannenberg (1610–1688), zeigt hingegen noch das Hirschgeweih als Helmzier.[16]

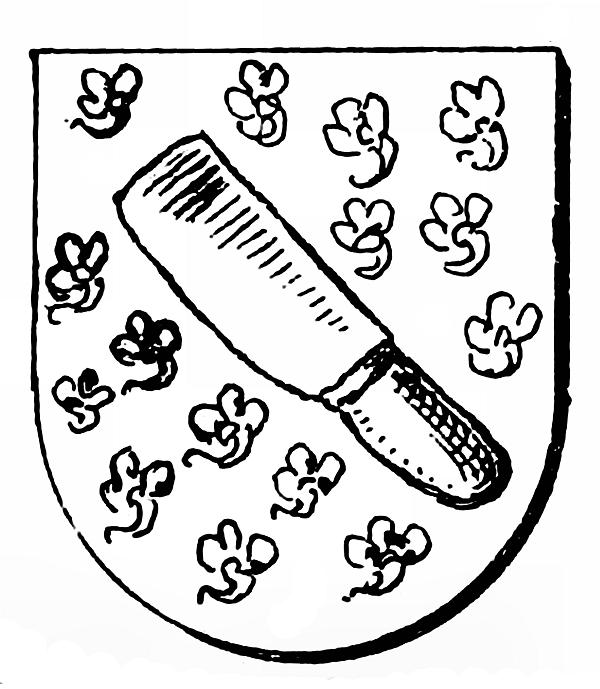
Wappen aus dem Siegel des Ritzsicke von Görne (1323),  nach Siebmacher (1900)
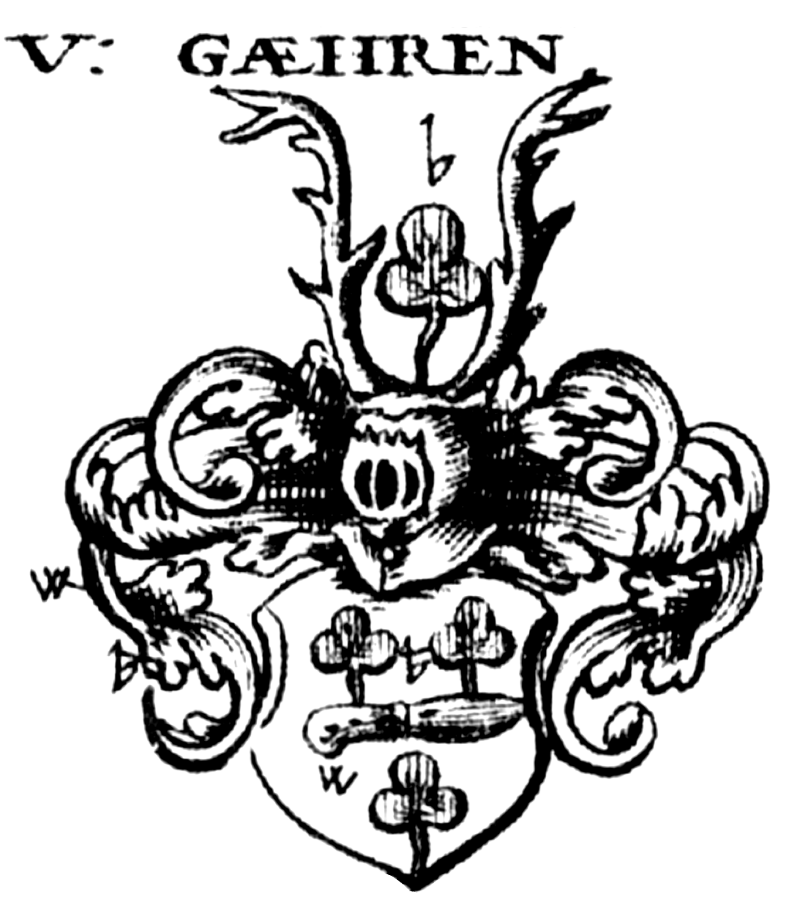
Wappen von Gaehren (Görne), nach Siebmacher (1701)
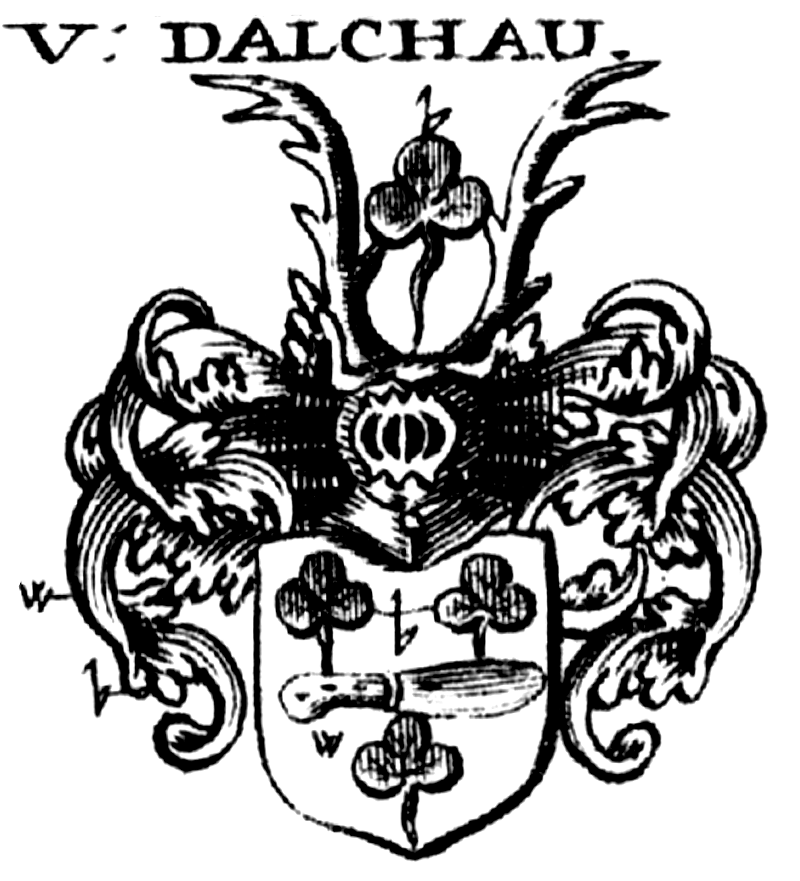
Wappen derer von Dalchau, nach Siebmacher (1701)
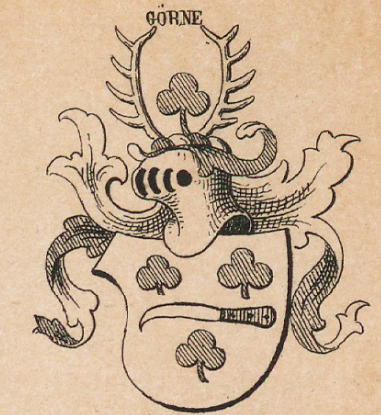
Wappen derer von Görne, nach Siebmacher (1878)
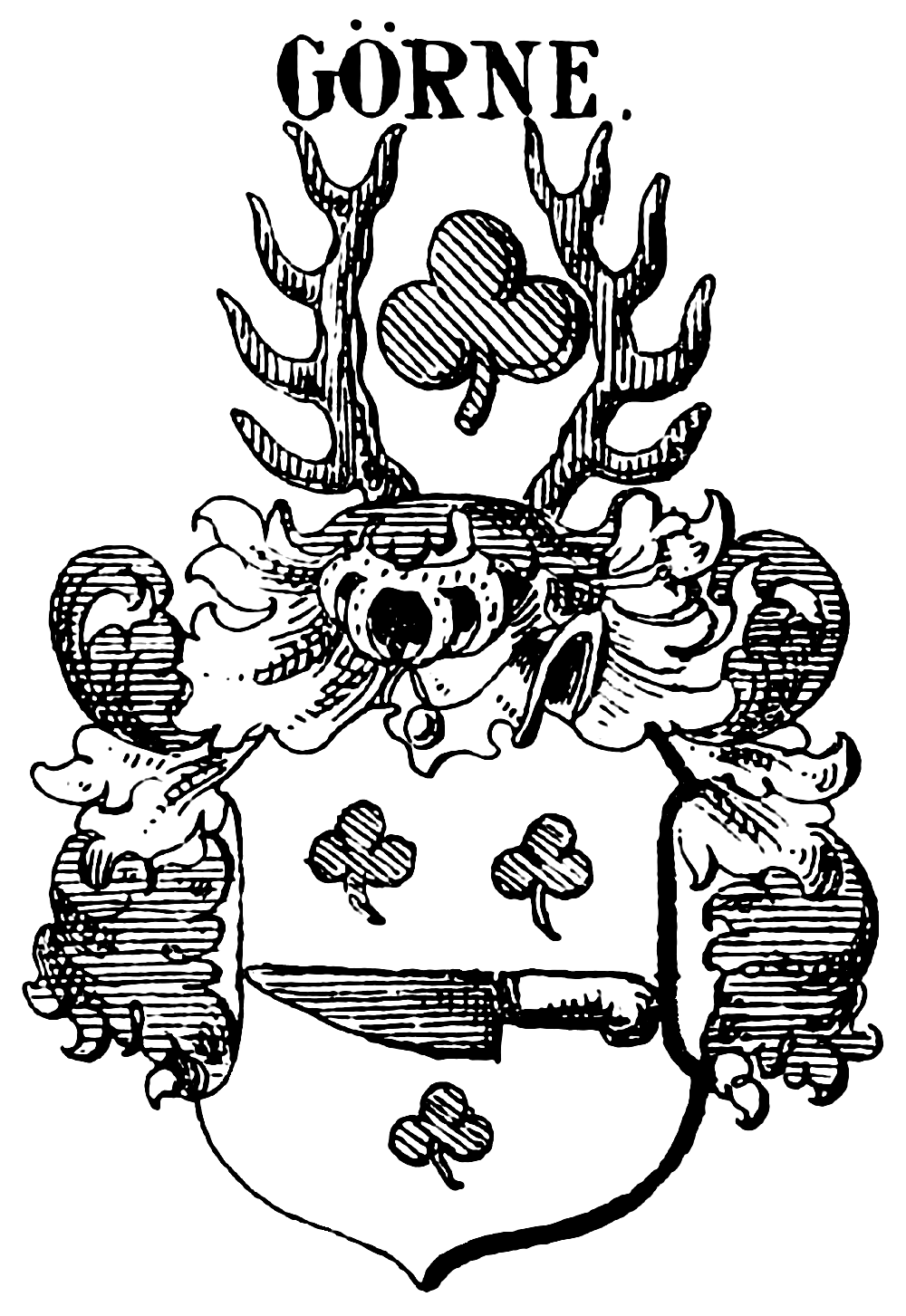
Wappen derer von Görne, nach Siebmacher (1905)
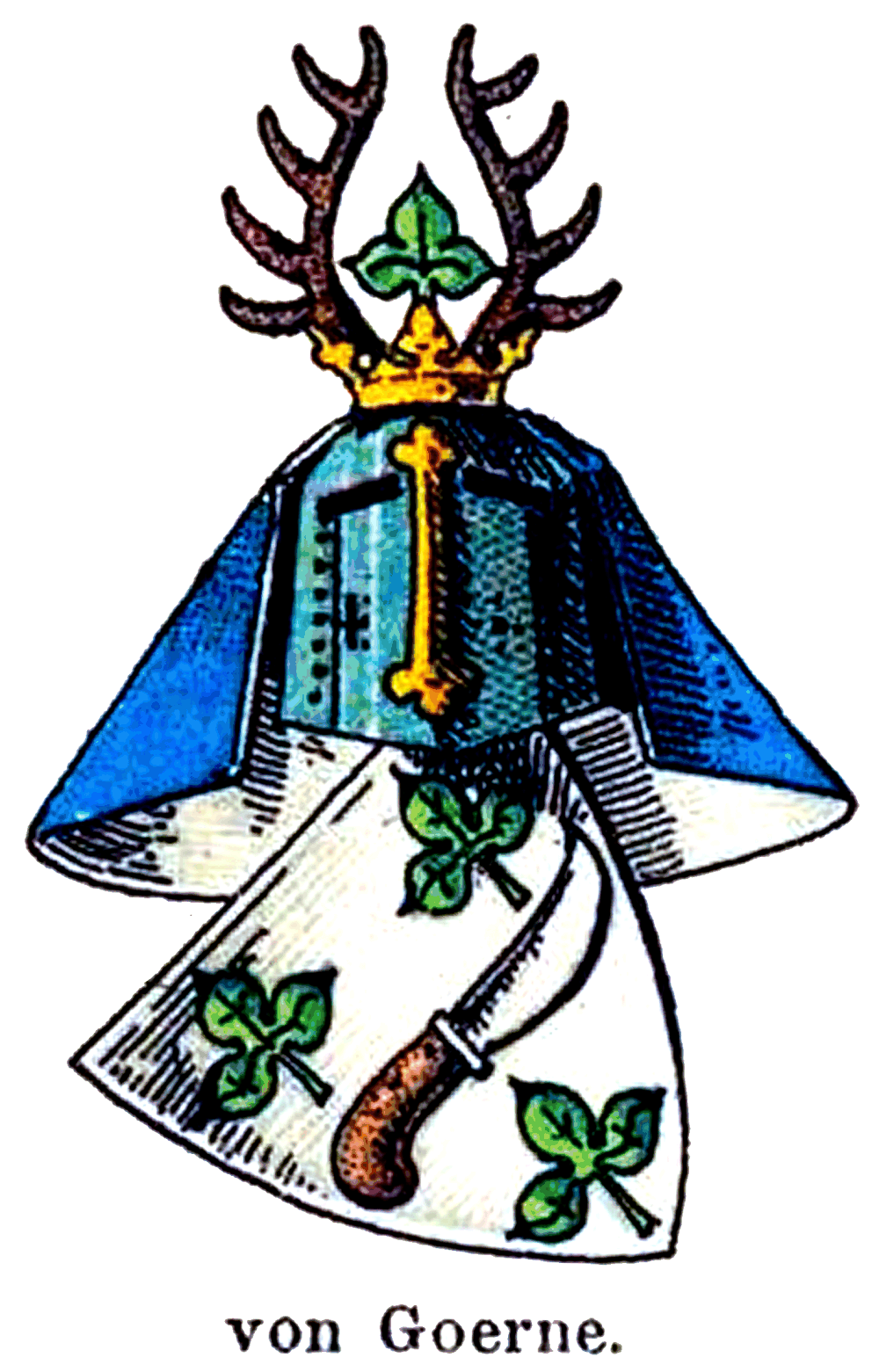
Wappen derer von Goerne, nach Adolf Matthias Hildebrandt
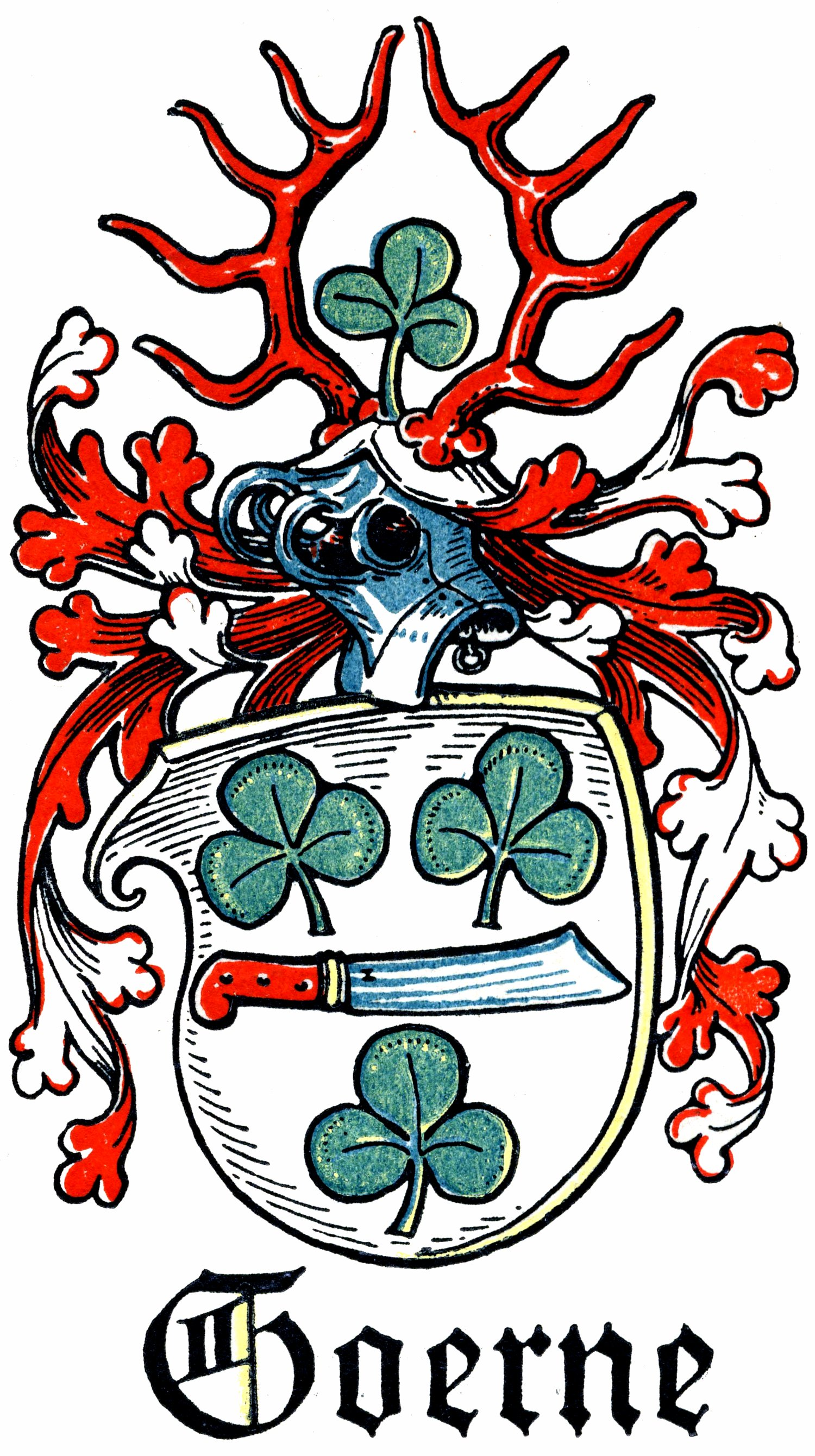
Wappen derer von Goerne, nach Otto Hupp (1934)

## Persönlichkeiten
- Adalbert Richard von Goerne (1903–1949), deutscher Autor
- Christoph von Görne (1568–1638), protestantischer Domherr von Magdeburg,[17] Gutsbesitzer, auch seit 1629 auf Schloss Plaue
- Georg (Georg Christoph) von Görne (1614–1680), Gutsbesitzer, erwarb 1664 Gut Gollwitz, Domdechant zu Magdeburg, Sohn d. Vorgenannten
- Friedrich von Görne (1670–1745), preußischer Minister
- Hans Christoph von Görne (1697–1765), Gutsbesitzer, Domherr zu Brandenburg, Justizrat, Präs. Kammergericht, Dir. d. Kurmärkischen Landschaft, Johanniter
- Friedrich Christoph von Görne (1734–1817), preußischer Staatsminister
- Friedrich Heinrich Ernst von Görne (1867–1944), Chemiker und Großherzoglich-Sächsischer Hoflieferant
- Hermann von Görne (1823–1904), preußischer Generalleutnant
- Joachim von Görne (1898–1942), deutscher Jurist und NSDAP-Gauführer
- Jürgen von Goerne (1908–2001), deutscher Oberst und Unternehmer
- Karl Gottfried von Görne (1718–1783), preußischer Oberst
- Leopold von Görne (1715–1769), preußischer Beamter und Schlossbesitzer
- Lewin Werner von Görne (1685–1711), Schlossherr in Plaue
- Richard von Görne (1851–1906), preußischer Generalmajor
- Wilhelm von Goerne (1869–1941), preußischer Generalmajor (ehrenhalber)